# Cristián Warnken
Cristián Warnken Lihn (Santiago, 28 de enero de 1961) es un escritor, profesor de Literatura, comunicador y conductor de televisión chileno.
Célebre por haber creado y conducido durante más de una década el programa televisivo de corte cultural La belleza de pensar (primero en ARTV y luego en Canal 13 Cable), así como Una belleza nueva (continuación del programa original, esta vez en TVN). También creó y conduce varios programas radiales y podcasts; fue editor y director de periódicos culturales, y también se desempeña como columnista para diario El Mercurio.
Actualmente destaca por ser el líder del Movimiento Amarillos por Chile, que es un partido de centro Derecha y que fue partícipe de la campaña por el Rechazo a la Nueva Constitución. También conduce Desde el jardín, espacio transmitido simultáneamente por radio Pauta y el sitio web Pauta.cl, en un esquema de conversaciones y monólogos con escritores, cineastas, poetas, políticos y otros invitados.

## Vida privada
Es hijo de Manuel Warnken Herrera y de María Angélica Lihn Carrasco. Por rama materna, es sobrino del poeta Enrique Lihn. Estudió en el Colegio de la Alianza Francesa Lycée Antoine de Saint-Exupéry de Santiago.[cita requerida]

### Matrimonio e hijos
Está casado con la abogada Danitza Pavlović Jeldres —hija del reconocido periodista Santiago Pavlovic—, con quien ha tenido seis hijos: Benjamín, Alonso, Mateo, Cristóbal, Samuel y Clemente.
El 24 de diciembre de 2007, su hijo Clemente, de tres años, cayó a la piscina de su casa ubicada en Vitacura. El menor fue trasladado a la Clínica Alemana, donde finalmente falleció. Su cuerpo fue velado en la Iglesia El Bosque y sus funerales se realizaron al día siguiente. Tres días más tarde, Warnken publicó una carta titulada Clemente en El Mercurio. Diez años después publicó el libro Un hombre extraviado, dedicado a su hijo.

## Carrera profesional
En su trayectoria profesional ha sido profesor de castellano en colegios y universidades, y ha dirigido talleres literarios desde hace más de una década, principalmente en Santiago, pero también en Viña del Mar, donde en el verano de 2002-2003 realizó el primero de ellos, bajo el nombre de La belleza de pensar. Sus talleres son apodados por él mismo El barco ebrio, como el poema de Arthur Rimbaud. Actualmente dicta un seminario y un taller con el nombre de «Viaje a la palabra».
Fue decano de la Facultad de Educación y Humanidades de la Universidad del Desarrollo.
Como escritor, es autor de varios monólogos poéticos; algunos han sido reunidos en Las palabras del chamán en el fin de mundo.
Por otra parte, posee una carrera en radiodifusión: ha creado el proyecto El desembarco de los ángeles, y conducido los programas Tan lejos, tan cerca y Club Fahrenheit, de Radio Concierto. Es, asimismo, creador y entrevistador del podcast Desde el jardín.
Como periodista, ha sido el editor y posteriormente director del Noreste (1985-2002), desaparecido periódico poético con influencias surrealistas; también dirigió El Corazón, periódico de noticias cuyos protagonistas eran anónimos.
Sus columnas escritas para el diario El Mercurio fueron reunidas 2008 en su libro Aún no ha sido todo dicho. Asimismo, creó y participó también de la primera empresa de servicios poéticos del mundo La Dicha Verdadera, que hacía actos poéticos a pedido.
Desde fines de 2012 es director editorial de la Editorial UV ―de la Universidad de Valparaíso―, en cuyas colecciones de poesía y pensamiento se han publicado libros de Eduardo Anguita, Cecilia Casanova, Jaime Rayo, Rafael Rubio y César Vallejo, entre otros.
En 2021 asume la conducción del programa de entrevistas En Persona, transmitido conjuntamente por el canal Youtube del Instituto Chileno de Administración Racional de Empresas (ICARE) y EMOL TV.

### Televisión
Entre 1993 y 1994 condujo el programa de capítulos unitarios Usted Decide, licencia del programa Você Decide de la cadena brasileña Rede Globo. en donde los televidentes de manera interactiva deciden el desenlace final de cada capítulo, reemplazando en la conducción a Juan Guillermo Vivado, y con la participación como jurado del actor Gregory Cohen. 
Fue el creador y conductor del programa cultural de entrevistas La belleza de pensar, transmitido durante más de diez años por la señal abierta de ARTV y producido por Canal 13. Artistas visuales, músicos, poetas, escritores, arquitectos, filósofos, dibujantes, astrónomos y científicos, fueron todos parte de conversaciones profundas, en las que, en una hora sin interrupciones comerciales, Warnken logra tocar los más diversos tópicos.
Condujo una nueva versión del programa con el título de Una belleza nueva, transmitido para señal abierta por Televisión Nacional de Chile (TVN) los domingos por la mañana, conservando el mismo formato del programa anterior. Inicialmente se transmitió los domingos a las 11:30 de la mañana, pero luego fue trasladado a las 9:00. El 6 de junio de 2013, tras dieciséis años de existencia, el tradicional espacio de entrevistas culturales y científicas realizado por Warnken llegó a su fin, luego que este se considerara humillado ante la propuesta de TVN de poner el programa a las 8:00. Gran parte de las entrevistas están disponibles en Otro Canal, televisión por streaming independiente fundada en 2009 donde también se puede ver el programa radial (Oasis FM) de Warnken El Desierto Florece.

## Actividad política
En 2020 comenzó a manifestarse contrario a la violencia y polarización derivadas del "estallido social" de octubre 2019. Esta actitud, sumada a su entrevista al entonces ministro de salud Jaime Mañalich (cuestionado por su manejo de la pandemia), le atraen duras críticas por redes sociales, entre otras la del sociólogo y miembro del Consejo Directivo del SERVEL, Alfredo Joignant. Pese a todo, un grupo cercano a 200 personas firmó una carta abierta en apoyo a Warnken, por estimar que fue “blanco de desmedidos ataques y funas por sus comentarios contra la violencia social y en pro del diálogo y unidad de Chile”.
En febrero de 2022 fundó el movimiento Amarillos por Chile, cuyo objetivo sería supervisar y criticar el desempeño de la Convención Constitucional para supuestamente evitar que aquella se excediera o apartara de sus atribuciones, perjudicando el proceso. Al colectivo han adherido más de 70 personalidades del mundo político, cultural y económico, y se sumó a otros sectores para votar "Rechazo" a la propuesta de Nueva Constitución.
Desde entonces se volvió una figura controversial: si en su juventud abrazó ideas de izquierda (incluso alistándose en el MIR), asumir la conducción de Amarillos por Chile le ganó la animadversión de quienes lo consideran un "converso" o "solo una máscara de la derecha profunda", acusaciones que procuró refutar.
En diciembre de 2022 interviene en el "Acuerdo por Chile", pacto firmado por políticos oficialistas y opositores para encauzar el proceso constituyente. Esto le granjea nuevas críticas —incluyendo la del premio nacional de periodismo deportivo, Felipe Bianchi— por no pertenecer a un partido formal ni adjudicarse el derecho en las urnas. El reproche más serio, sin embargo, se produjo cuando un grupo de ciclistas organizó una funa frente a su hogar, ubicado en un sector acomodado de Santiago. Dicho incidente fue condenado públicamente por el gobierno del presidente Gabriel Boric.
En enero de 2023 declaró que ni él ni su colectividad presentarían candidaturas para la elección de consejeros constituyentes.

## Reconocimientos
- Medalla 75 Años de Radio Cooperativa, categoría Promoción de la Literatura (2010)[39]